# 赤松町 (安城市)
赤松町（あかまつちょう）は、愛知県安城市の地名。

## 地理
安城市中央部に位置する。西は福釜町、南は和泉町・石井町、北東は安城町、南東は堀内町・桜井町に接する。

### 字一覧
小字として以下のものがある。
- 大北（おおきた）
- 乙菊（おとぎく）
- 梶（かじ）
- 鐘山（かねやま）
- 北新屋敷（きたしんやしき）
- 北畑（きたはた）
- 恋塚（こいづか）
- 小山（こやま）
- 新屋敷（しんやしき）
- 浄善（じょうぜん）
- 隅田川（すみだがわ）
- 留山（とめやま）
- 西下（にししも）
- 西ノ山（にしのやま）
- 東恋塚（ひがしこいづか）
- 東下（ひがししも）
- 東向（ひがしむかい）
- 広久手（ひろくて）
- 堀切（ほりきり）
- 本郷（ほんごう）
- 前川（まえかわ）
- 的場（まとば）

### 学区
市立小・中学校に通う場合、学校等は以下の通りとなる。また、公立高等学校に通う場合の学区は以下の通りとなる。
| 番・番地等 | 小学校                 | 中学校               | 高等学校 |
| ---------- | ---------------------- | -------------------- | -------- |
| 全域       | 安城市立安城西部小学校 | 安城市立安城南中学校 | 三河学区 |

### 河川
- 半場川[1]
- 隅田川[1]
- 東隅田川[1]

## 歴史

### 町名の由来
赤松円心もしくは赤松教祐の親族が当地に住んだことによるという。

### 人口の変遷
国勢調査による人口および世帯数の推移。
| 1995年（平成7年）  | 706世帯 2607人  |  |
| 2000年（平成12年） | 724世帯 2597人  |  |
| 2005年（平成17年） | 828世帯 2746人  |  |
| 2010年（平成22年） | 927世帯 2920人  |  |
| 2015年（平成27年） | 977世帯 2939人  |  |
| 2020年（令和2年）  | 1072世帯 3008人 |  |

### 沿革
- 戦国時代には、記録が残る[2]。
- 江戸時代 - 三河国碧海郡内旗本松平甚三郎知行の赤松村として所在[3]。
- 寛永15年 - 幕府領となる[3]。
- 慶安4年 - 旗本松平甚三郎知行に戻る[3]。
- 宝暦2年 - 幕府領[3]。
- 明和5年 - 大浜藩領[3]。
- 安永6年 - 大浜藩主が移封したことにより、駿河沼津藩領に転じる[3]。
- 明治2年 - さらに転封により、上総菊間藩領となる[3]。
- 1889年（明治22年） - 市制町村制による赤松村となる[3]。
- 1906年（明治39年） - 安城町大字赤松となる[3]。
- 1952年（昭和27年） - 安城市大字赤松となる[3]。
- 1956年（昭和31年） - 安城市赤松町となる[3]。

## 交通
- 国道23号[1]
- 愛知県道45号安城碧南線[1]

## 施設
- 農協総合センター[1]
- 愛知県立安城高等学校[1]
- 赤松保育園[1]
- 真宗大谷派本楽寺[1]
- 若松社[1]

### WEB
1. ↑  “愛知県安城市の町丁・字一覧”.   人口統計ラボ. 2023年8月26日閲覧。
2. 1 2  総務省統計局 (2022年2月10日). “令和2年国勢調査の調査結果(e-Stat) - 男女別人口，外国人人口及び世帯数－町丁・字等” (CSV). 2023年8月2日閲覧。
3. ↑  “愛知県安城市の郵便番号一覧”.   日本郵便. 2023年8月26日閲覧。
4. ↑  “市外局番の一覧” (PDF).   総務省 (2022年3月1日). 2022年3月22日閲覧。
5. ↑  “愛知県安城市赤松町の住所一覧”.   ゼンリン. 2023年9月24日閲覧。
6. ↑  安城市役所教育振興部学校教育課学事係 (2022年4月7日). “小中学校区一覧（町別50音順）”.   安城市. 2023年9月24日閲覧。
7. ↑  “平成29年度以降の愛知県公立高等学校（全日制課程）入学者選抜における通学区域並びに群及びグループ分け案について”.   愛知県教育委員会 (2015年2月16日). 2019年1月14日閲覧。
8. ↑  総務省統計局 (2014年3月28日). “平成7年国勢調査の調査結果(e-Stat) - 男女別人口及び世帯数 －町丁・字等” (CSV). 2021年7月20日閲覧。
9. ↑  総務省統計局 (2014年5月30日). “平成12年国勢調査の調査結果(e-Stat) - 男女別人口及び世帯数 －町丁・字等” (CSV). 2021年7月20日閲覧。
10. ↑  総務省統計局 (2014年6月27日). “平成17年国勢調査の調査結果(e-Stat) - 男女別人口及び世帯数 －町丁・字等” (CSV). 2021年7月21日閲覧。
11. ↑  総務省統計局 (2012年1月20日). “平成22年国勢調査の調査結果(e-Stat) - 男女別人口及び世帯数 －町丁・字等” (CSV). 2021年7月21日閲覧。
12. ↑  総務省統計局 (2017年1月27日). “平成27年国勢調査の調査結果(e-Stat) - 男女別人口及び世帯数 －町丁・字等” (CSV). 2021年7月21日閲覧。

### 書籍
1. 1 2 3 4 5 6 7 8 9 10 11 12  「角川日本地名大辞典」編纂委員会 1989, p. 1563.
2. 1 2  「角川日本地名大辞典」編纂委員会 1989, p. 79.
3. 1 2 3 4 5 6 7 8 9 10 11  「角川日本地名大辞典」編纂委員会 1989, p. 80.